# Estiu 1993
Estiu 1993 is een Spaanse film uit 2017, geregisseerd door Carla Simón.

## Verhaal
Nadat haar ouders gestorven zijn aan aids, gaat de zesjarige Frida bij haar oom en zijn familie wonen. 

## Rolverdeling
| Acteur          | Personage |
| --------------- | --------- |
| Laia Artigas    | Frida     |
| Paula Blanco    | Cesca     |
| Etna Campillo   | Irene     |
| Bruna Cusí      | Marga     |
| Jordi Figueras  | Blai      |
| David Verdaguer | Esteve    |

## Ontvangst

### Recensies
Op Rotten Tomatoes geeft 100% van de 87 recensenten de film een positieve recensie, met een gemiddelde score van 8,08/10. Website Metacritic komt tot een score van 81/100, gebaseerd op 18 recensies, wat staat voor "Universal Acclaim" (Universele Toejuiching). De film is tevens aangemerkt als "Must-See".
De Volkskrant schreef: "Erg knap, hoe uit de verschillende gezichten van de jonge actrice een getraumatiseerd personage wordt gekneed." NRC gaf de film 4 uit 5 sterren en schreef: "Summer 1993 maakt invoelbaar hoe complex, maar vooral hoe cruciaal het is om kinderen ‘met bagage’ een stabiel huis te bieden."

### Prijzen en nominaties
Een selectie:
| Jaar | Evenement                       | Categorie                  | Genomineerde           | Resultaat   |
| ---- | ------------------------------- | -------------------------- | ---------------------- | ----------- |
| 2018 | Premios Goya (32ste uitreiking) | Beste film                 | Estiu 1993             | Genomineerd |
| 2018 | Premios Goya (32ste uitreiking) | Beste mannelijke bijrol    | David Verdaguer        | Gewonnen    |
| 2018 | Premios Goya (32ste uitreiking) | Beste debuterend actrice   | Bruna Cusí             | Gewonnen    |
| 2018 | Premios Goya (32ste uitreiking) | Beste origineel scenario   | Carla Simón            | Genomineerd |
| 2018 | Premios Goya (32ste uitreiking) | Beste debuterend regisseur | Carla Simón            | Gewonnen    |
| 2018 | Premios Goya (32ste uitreiking) | Beste camerawerk           | Santiago Racaj         | Genomineerd |
| 2018 | Premios Goya (32ste uitreiking) | Beste montage              | Ana Pfaff, Didac Palou | Genomineerd |
| 2018 | Premios Goya (32ste uitreiking) | Beste productiemanager     | Carla Pérez de Albéniz | Genomineerd |